# Phil Dalhausser
Philip Peter Dalhausser (* 26. Januar 1980 in Baden, Schweiz) ist ein ehemaliger US-amerikanischer Beachvolleyballspieler, Olympiasieger und Weltmeister. Er galt viele Jahre als bester Beachvolleyball-Allrounder der Welt.

## Sportliche Laufbahn
2003 startete Phil Dalhausser seine Beachvolleyballkarriere in Fort Lauderdale mit Nick Lucena, jedoch scheiterten die beiden schon in der Qualifikation. Schon im nächsten Jahr erreichten sie bei der AVP-Tour zum ersten Mal das Semifinale und besiegten dabei u. a. Karch Kiraly mit seinem Partner Mike Lambert. 2006 gelang Dalhausser/Lucena der erste Sieg in der AVP, im gleichen Jahr startete der gebürtige Badener bei der FIVB-Tour mit Todd Rogers. Den beiden gelang 2006 der Sieg beim FIVB-Turnier in Klagenfurt, dem sie 2007 den Weltmeistertitel folgen ließen. Zum ersten Mal kam bei den Männern der Sieger nicht aus Südamerika. Außerdem erreichten Dalhausser/Rogers in allen siebzehn von ihnen bestrittenen AVP-Turnieren das Halbfinale, zehn Mal standen sie ganz oben auf dem Siegerpodest. 2008 konnten die beiden US-Amerikaner diese Leistung noch steigern. Zusätzlich zu ihrem Olympiasieg 2008 in Peking gewannen sie elf Veranstaltungen der AVP und vier der FIVB. 2009 verlief für Rogers/Dalhausser nicht ganz so erfolgreich, nach einer Niederlage im Halbfinale gegen die Deutschen Brink/Reckermann konnten die Amerikaner sich noch die Bronzemedaille bei der Weltmeisterschaft in Stavanger sichern, zusätzlich gab es acht AVP und zwei FIVB Erfolge.

### 2010
Die beiden Profis aus Nordamerika knüpften bei den ersten Turnieren des Jahres an ihre Erfolge der vergangenen Jahre an. Die Brasilia Open, den Foro Italico Beach Volley Grand Slam und die Mysłowice Open gewannen sie (nach einem Sieg im Halbfinale über ihre Nachfolger als Weltmeister Brink/Reckermann), einzig in Shanghai reichte es nur zum 4. Platz. Bei den Moskau Open verloren Rogers/Dalhausser das Finale gegen die Chinesen Wu/Xu, doch in Tschechien waren sie wieder die Nummer eins nach einem Sieg über die Brasilianer Emanuel/Alison. Nach einer Halbfinalniederlage in Stavanger wie schon bei der Weltmeisterschaft im letzten Jahr wieder gegen ein deutsches Team, konnten sich die US-Amerikaner im Finale des nächsten Turniers in der Schweiz mit einem 2:0 über ihre Bezwinger von Norwegen revanchieren und nach dem Erfolg über Klemperer/Koreng bereits die fünfte Goldmedaille des Jahres in Empfang nehmen. Den sechsten Turniersieg erreichten die Olympiasieger in Klagenfurt, nachdem sie im Halbfinale Emanuel Rego und Alison Cerutti und im Finale ihre amerikanischen Landsmänner Matt Fuerbringer und Nick Lucena besiegt hatten. Dalhausser/Rogers wurden Gesamtsieger der Tour und zusätzlich zum Team of the Year gewählt. Phil Dalhausser wurde außerdem als Best Blocker, Best Hitter, Best Offensive Player, Best Setter und Most Outstanding ausgezeichnet.

### 2011

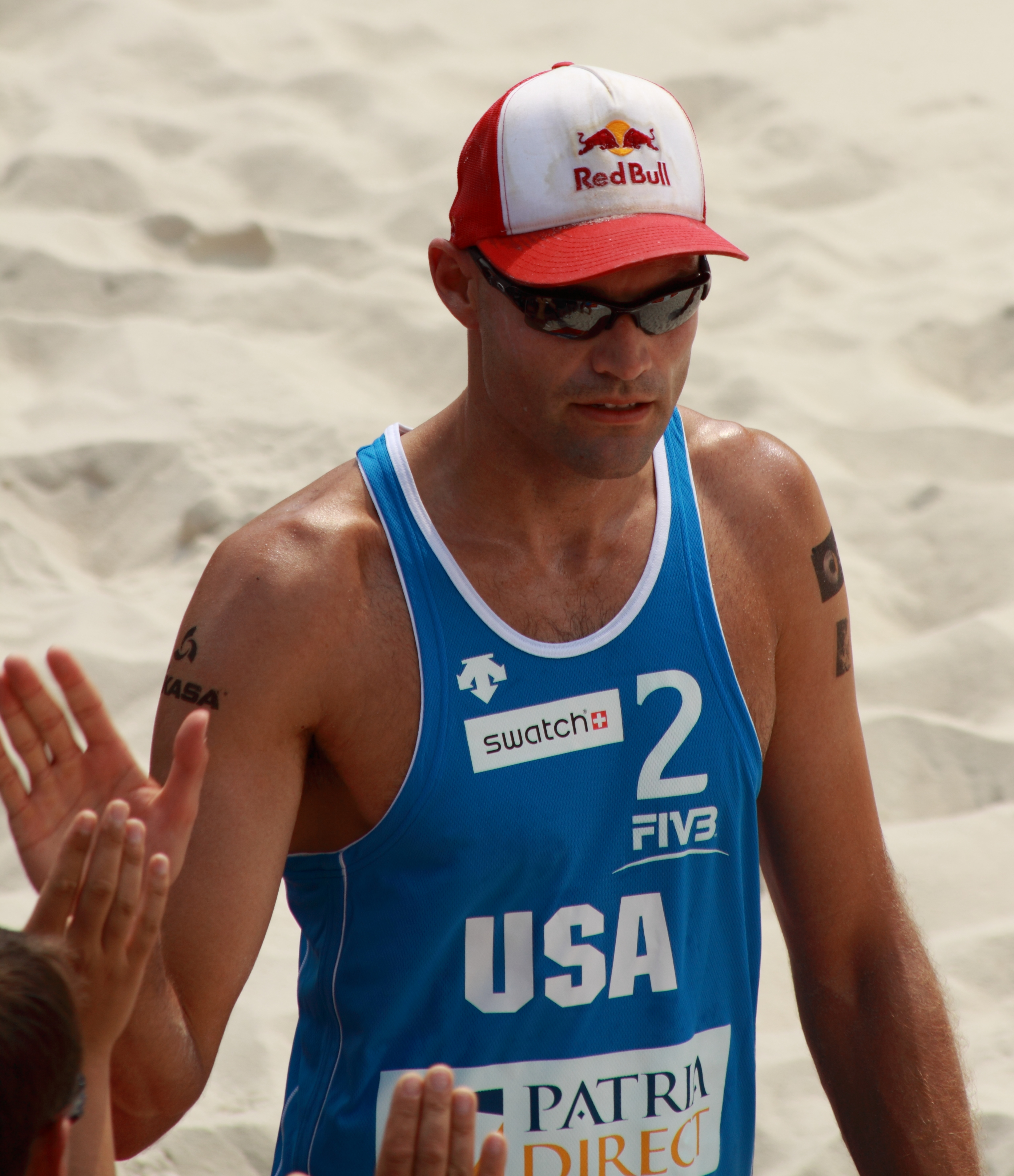
2011 in Prag

Nach Turniersiegen bei der World Tour in Brasília und in Shanghai landeten Dalhausser/Rogers in Prag auf Platz zwei. Bei den Weltmeisterschaften scheiterten die US-Amerikaner an Julius Brink und Jonas Reckermann schon im Achtelfinale. Dies war die einzige Veranstaltung des Jahres, an der die Athleten aus den Vereinigten Staaten teilnahmen und nicht einen Platz unter den besten acht Teams erreichten. Beim folgenden Turnier in Norwegen belegten Dalhausser und Rogers ebenso den fünften Platz wie beim Event in Peking, der direkt vor den Welttitelkämpfen stattfand. Diese drei Veranstaltungen und die beiden letzten Turniere der Saison, an denen die Olympiasieger nicht mehr teilnahmen, blieben die einzigen im Jahr 2011 ohne Medaille. Die amtierenden Tour Champions erreichten in Gstaad das Finale, wurden Dritte in Moskau und gewannen die Turniere in Kanada und in Polen. Beim Grand Slam in Klagenfurt belegten sie den Bronzerang, bevor sie als Silbermedaillengewinner der Åland Open und Zweite der Gesamtwertung des Jahres ihre Saison beendeten. Phil Dalhausser wurde anschließend als bester Zuspieler der Tour 2011 ausgezeichnet.

### 2012
Nach zwei Siegen bei den Brasília Open und dem Grand Slam von Shanghai landete Phil Dalhausser mit Todd Rogers bei den Olympischen Spielen 2012 in London nach einer 0:2-Niederlage im Achtelfinale gegen die Italiener Nicolai/Lupo lediglich auf Platz neun. In der World Tour des gleichen Jahres belegten die beiden US-Amerikaner noch zwei Mal den Bronzerang bei den Prag Open und beim letzten Turnier der Saison in Stare Jablonki. Außerdem erreichten sie bei den Veranstaltungen in Gstaad und Klagenfurt das Halbfinale.

### 2013–2016
Phil Dalhausser spielte ab 2013 mit Sean Rosenthal und gewann die Fuzhou Open sowie den Grand Slam in Rom. Bei der WM in Stare Jabłonki landeten Dalhausser/Rosenthal auf Platz neun.
Nachdem Dalhausser 2015 wegen einer Verletzung die Weltmeisterschaft verpasst hatte, trennte sich Rosenthal von ihm. Daraufhin ist seit August 2015 Nick Lucena wieder Dalhaussers Partner. Lucena/Dalhausser belegten beim Grand Slam in Long Beach Platz zwei, gewannen die Xiamen Open und landeten beim World Tour Finale in Fort Lauderdale auf Platz zwei. In der Saison 2015/16 gab es für die US-Amerikaner fast ausnahmslos Top-Ten-Platzierungen mit mehreren Turniersiegen, u. a. beim Major in Hamburg.
Bei den Olympischen Spielen in Rio de Janeiro 2016 schieden sie im Viertelfinale gegen die späteren Goldmedaillengewinner Alison/Bruno aus und belegten Platz fünf.

### 2019
Bei der Beachvolleyball-Weltmeisterschaften 2019 spielte er mit Nick Lucena und schied im Viertelfinale gegen die deutsche Mannschaft Julius Thole/Clemens Wickler mit 2:0 aus.

### 2021
Dalhausser und Lucena qualifizierten sich für die Sommerspiele 2021 in Tokio. Die beiden schieden im Achtelfinale gegen Cherif/Ahmed aus Katar aus. Nach dem Spiel verkündete Dalhausser sein Karriereende.

### Seit 2022
Auch nach seinem internationalen Karriereende spielt Dalhausser seit 2022 auf der nationalen AVP-Tour, zunächst mit verschiedenen Partnern (u. a. mit John Sutton) und seit Sommer 2023 vorwiegend mit Avery Drost.

## Spielstil
Phil Dalhausser gehörte über viele Jahre zu den dominantesten Spielern auf der World Tour. Seine enorme Sprungkraft und Athletik trotz eher schmalem Körperbau brachten ihm den Spitznamen „Thin Beast“ ein. Dalhausser war zudem für ein außergewöhnlich sauberes und präzises oberes Zuspiel bekannt. Er war ein absolutes Allroundtalent, was beispielsweise die individuellen Ehrungen der FIVB im Jahr 2010 belegen: Er gewann in den Kategorien „Best Blocker“, „Best Hitter“, „Best Setter“ und „Most Outstanding“. Auch mit über 40 war er noch einer der dominierenden Blockspieler.

## Privates
The „Thin Beast“ wurde 1980 als Sohn der deutschsprachigen Schweizerin Marianne und des Deutschen Peter Dalhausser in Baden geboren und verbrachte in der Schweiz sein erstes Lebensjahr. Mit seinem Bruder Mark wuchs Dalhausser danach in Ormond Beach in Florida auf. Anschließend besuchte er die High School in Daytona Beach, seine Hauptsportarten waren dort Tennis und Baseball, Volleyball spielte er erst in seinem Abschlussjahr. An der University of Central Florida promovierte Phil Dalhausser in Betriebswirtschaft. Am 16. Oktober 2011 heiratete er Jennifer Corral, eine ehemalige Beachvolleyballspielerin der AVP-Tour.